# 烏切洛峰
46°30′00″N 9°11′56″E / 46.50000°N 9.19877°E

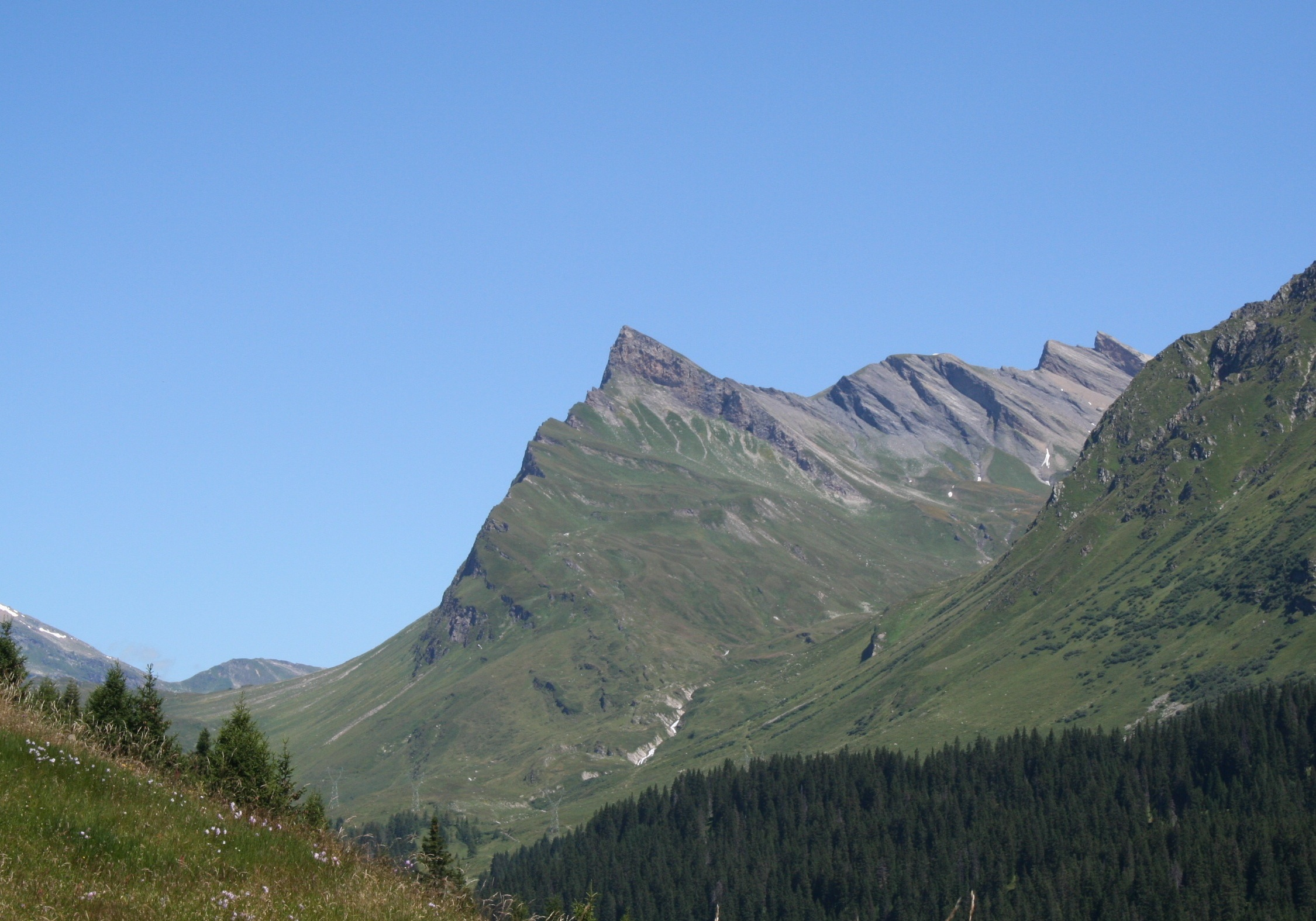

烏切洛峰（Piz Uccello），是瑞士的山峰，位於該國東南部，由格勞賓登州負責管轄，屬於勒蓬廷山的一部分，海拔高度2,724米，每年平均降雨量1,851毫米。